# روزماري وايز
روزمارى ف.ج. وايز  (من مواليد 26 يناير 1957 في دندي ، اسكتلندا  ) هي عالمة فيزياء فلكية اسكتلندية  وأستاذة في قسم الفيزياء وعلم الفلك بجامعة جونز هوبكنز .       

## التعليم
تخرجت وايز من جامعة كوين ماري بلندن عام 1977 بدرجة بكالوريوس العلوم في الفيزياء والفيزياء الفلكية وحصلت على درجة الدكتوراه في الفيزياء الفلكية من معهد علم الفلك بجامعة كامبريدج عام 1983.    كان برنارد جونز مستشارها الأكاديمي. 

## الحياة المهنية
أجرت وايز أبحاثًا لما بعد الدكتوراه في جامعة برينستون وجامعة كاليفورنيا بيركلي . و كان عملها في المقام الأول في مجالات تكوين المجرات وتكوينها وتطورها.  

## الأوسمة والجوائز
- 1986 جائزة آني جامب كانون في علم الفلك من الجمعية الفلكية الأمريكية [17]
- 2016 أستاذ بلاو ، معهد Kapteyn الفلكي [18]
- 2016 جائزة بروير للجمعية الفلكية الأمريكية [19]

حصلت على زمالة الجمعية الفلكية الملكية والجمعية الفيزيائية الأمريكية والرابطة الأمريكية لتقدم العلوم والجمعية الفلكية الأمريكية .  